# У каждого своё кино
«У каждого своё кино» (фр. Chacun son cinéma) — киноальманах, снятый специально для юбилейного 60-го Каннского кинофестиваля 36 режиссёрами из 25 стран мира. Полное название: «У каждого своё кино, или Как замирает сердце, когда гаснет свет и начинается сеанс» (Chacun son cinéma ou Ce petit coup au coeur quand la lumière s'eteint et que le film commence). Сборник короткометражных фильмов посвящён Федерико Феллини.

## Сюжет
В него вошли 34 киноновеллы всемирно известных режиссёров из 25 стран и 5 континентов. Каждый попытался создать своё неповторимое кино. Все эти мини-фильмы, продолжительностью 3—4 минуты, в той или иной степени связаны общей темой: кино в современном мире.

## Короткометражные фильмы
- Раймон Депардон — эпизод «Кино под открытым небом» («Cinéma d’Eté»)
- Такэси Китано — эпизод «Один прекрасный день» («One Fine Day»)
- Теодорос Ангелопулос — эпизод «Три минуты» («Trois Minutes»; посвящён Марчелло Мастроянни)
- Андрей Кончаловский — эпизод «В темноте» («Dans le Noir»)
- Нанни Моретти — эпизод «Дневник киномана» («Diaro di uno Spettatore»)
- Хоу Сяосянь — эпизод «Дом Электрической Принцессы» («The Electric Princess House»)
- Жан-Пьер Дарденн, Люк Дарденн — эпизод «Во мраке» («Dans l’Obscurité»)
- Алехандро Гонсалес Иньярриту — эпизод «Анна» («Anna»)
- Итан Коэн, Джоэл Коэн — эпизод «Мировое кино» («World Cinema»; не вошёл в финальную версию)
- Чжан Имоу — эпизод «Вечер в кино» («En Regardant le Film»)
- Амос Гитай — эпизод «Злой дух Хайфы» («Le Dibbouk de Haifa»)
- Джейн Кэмпион — эпизод «Божья коровка» («The Lady Bug»)
- Атом Эгоян — эпизод «Арто Двойной счёт» («Artaud Double Bill»)
- Аки Каурисмяки — эпизод «Литейный цех» («La Fonderie»)
- Оливье Ассайяс — эпизод «Рецидив» («Recrudescence»)
- Юсеф Шахин — эпизод «47 лет спустя» («47 Ans Après»)
- Цай Минлян — эпизод «Это сон» («It’s a Dream»)
- Ларс фон Триер — эпизод «Профессии» («Occupations»)
- Рауль Руис — эпизод «Дар» («Le Don»)
- Клод Лелуш — эпизод «Кино за углом» (segment «Cinéma de Boulevard»)
- Гас Ван Сент — эпизод «Первый поцелуй» («First Kiss»)
- Роман Полански — эпизод «Эротический кинотеатр» («Cinéma Erotique»)
- Майкл Чимино — эпизод «Перевод не требуется» («No Translation Needed»)
- Дэвид Кроненберг — эпизод «Самоубийство последнего в мире еврея в последнем в мире кинотеатре» («At the Suicide of the Last Jew in the World in the Last Cinema in the World»)
- Вонг Карвай — эпизод «Я проехал 9000 км, чтобы отдать его вам» («I Travelled 9000 km To Give It To You»)
- Аббас Киаростами — эпизод «Где же мой Ромео?» («Where is my Romeo?»)
- Билле Аугуст — эпизод «Последнее свидание» («The Last Dating Show»)
- Элия Сулейман[англ.] — эпизод «Неловкость» («Irtebak»)
- Мануэль де Оливейра — эпизод «Единственная встреча» («Rencontre Unique»)
- Вальтер Саллес — эпизод «В 8944 км от Канн» («A 8 944 km de Cannes»)
- Вим Вендерс — эпизод «Война во время мира» («War in Peace»)
- Чэнь Кайгэ — эпизод «Деревня Чжансю» («Zhanxiou Village»)
- Кен Лоуч — эпизод «Хэппи-энд» («Happy Ending»)
- Дэвид Линч — эпизод «Абсурд» («Absurda»; не вошёл в финальную версию)

## В ролях
- Изабель Аджани (в роли самой себя; документальная съемка)
- Джош Бролин
- Такэси Китано
- Дэвид Кроненберг
- Нанни Моретти
- Жанна Моро
- Сильвия Кристель
- Мишель Пикколи (в роли Н. С. Хрущёва)
- Ларс фон Триер
- Ёла Санько
- Мишель Лонсдаль